# Bambi-Verleihung 1994
Die 46. Bambi-Verleihung fand am 13. November 1994 in Halle 9 der Bavaria Filmstudios in Grünwald statt.

## Die Verleihung
Bei der Gala in den Bavaria Filmstudios erhielt Peter Ustinov in der Halle, in der knapp vierzig Jahre zuvor Lola Montez mit ihm in einer Hauptrolle gedreht worden war, den Bambi für sein Lebenswerk. Ein Bambi für`Charity ging an Dr. Christian stellvertretend für die Organisation Ärzte ohne Grenzen, deren deutsche Sektion erst im Jahr zuvor gegründet worden war.

## Preisträger
Aufbauend auf die Bambidatenbank.

### ?
Udo Jürgens

### Leserwahl
Tina Ruland, Sabine Postel, Ulrich Pleitgen und Patrick Bach für Nicht von schlechten Eltern

### Charity
- Christian Heinz für Ärzte ohne Grenzen
- Anna Christine Schmitz

### Fernsehen
Hugo Egon Balder, Wigald Boning, Olli Dittrich, Stefan Jürgens, Mirco Nontschew, Tanja Schumann und Esther Schweins für RTL Samstag Nacht

### Film International
Ben Kingsley

### Film National
Sönke Wortmann, Til Schweiger, Katja Riemann, Joachim Król, Bernd Eichinger und  Rufus Beck für Der bewegte Mann

### Kreativität
Herbert Feuerstein

### Lebenswerk
Peter Ustinov

 Laudatio: Christiane Hörbiger

### Politik
Ignatz Bubis

### Pop
Michael Cretu

 Laudatio: Birgit Schrowange

### Shooting Star
Luci van Org und Ralf Goldkind, also Lucilectric, für Mädchen

### Sport
Markus Wasmeier

### Fernsehmoderation
Alfred Biolek